# Foveosculum salebrosum
Foveosculum salebrosum är en stekelart som beskrevs av Heinrich 1938. Foveosculum salebrosum ingår i släktet Foveosculum och familjen brokparasitsteklar. Inga underarter finns listade i Catalogue of Life.